# Climacium acuminatum
Climacium acuminatum är en bladmossart som beskrevs av Warnstorf 1915. Climacium acuminatum ingår i släktet Climacium och familjen Climaciaceae. Inga underarter finns listade i Catalogue of Life.